# فرودگاه سینوپ (برزیل)
فرودگاه سینوپ (برزیل) (به انگلیسی: Sinop Airport (Brazil)) (به زبان بومی: Aeroporto de Sinop) یک فرودگاه همگانی مسافربری با کد یاتا OPS است که یک باند فرود آسفالت دارد و طول باند آن ۱۶۰۰ متر است. این فرودگاه در کشور برزیل قرار دارد و در ارتفاع ۳۹۰ متری از سطح دریا واقع شده است.

## شرکت‌های هواپیمایی و مقصدهای پروازی
| شرکت‌های هواپیمایی | مقصدهای پروازی |
| ----------------- | -------------- |
| PNG Air           | ربائول         |